# Zamora de Hidalgo
Zamora de Hidalgo er en by og en kommune i den mexikanske delstat Michoacán. Byen blev grundlagt i 1574 af vicekonge Martín Enríquez de Almanza. Navnet kommer fra byen Zamora i Spanien. Folketællinger fra 2005 viser et indbyggertal på 127 606 i Zamora de Hidalgo.
19°59′00″N 102°17′00″V / 19.9833°N 102.2833°V